# Limoenschriftmos
Limoenschriftmos (Alyxoria viridipruinosa) is een korstmossoort uit de familie Lecanographaceae.

## Ecologie
Limoenschriftmos is een epifyt die vooral voorkomt op laanbomen in bossen.

## Verspreiding
In Nederland is limoenschriftmos zeldzaam. De soort is alhier niet bedreigd en staat niet op de Nederlandse Rode Lijst.